# Cotoneaster stracheyi
Cotoneaster stracheyi är en rosväxtart som beskrevs av Klotz. Cotoneaster stracheyi ingår i släktet oxbär, och familjen rosväxter. Inga underarter finns listade i Catalogue of Life.